# پوزوکو
پوزوکو (به اسپانیایی: Posoco) یک کوه در پرو است که در Peru, Arequipa Region واقع شده‌است. پوزوکو ۵٬۰۰۰ متر بالاتر از سطح دریا واقع شده‌است.